# Radikale Partij
De Radikale Partij was een Belgische politieke partij.

## Historiek
De Radikale Partij was een linkse en antifascistische partij rond Raphaël Maudoux en A. Claes. 
Vanaf juli 1937 nam de partij deel aan het politiek kartel Vlaamsch Blok voor Zelfbestuur en Demokratie samen met de Vlaamsche Kommunistische Partij (VKP, o.a. Georges Van den Boom en Jef Van Extergem), het Federalistisch Volksfront (o.a. Leo Augusteyns) en de Kollektivistische Orde (o.a. Jan Laureys).
De volgende personen waren ook actief in de Belgische politiek: Radikale Socialisten, Radikale en Radikaal Socialistische Partij, en Nationale Radikale Partij – Radikale Partij, die voor het laatst onafhankelijk actief waren in 1932.
1. ↑  https://verkiezingsresultaten.belgium.be/nl/election-results/kamer-van-volksvertegenwoordigers/1932/rijk/163953